# Janvier-A. Vaillancourt
Pour les articles homonymes, voir Vaillancourt.
Janvier-Arthur Vaillancourt (né le 25 février 1851 à Saint-Janvier-de-Blainville (actuellement partie de Mirabel) et décédé à Montréal le 24 décembre 1928) est commerçant et banquier canadien.

## Biographie
Janvier-A. Vaillancourt est fondateur (1879) de la Compagnie J.-A. Vaillancourt limitée, l'une des plus importantes maisons d'épicerie en gros du Canada.
|  |

Il fut vice-président (1910-1912), puis président (1912-1925) de la Banque d'Hochelaga (basée à Montréal). Il fut l'artisan de l'intégration de cette banque au sein de la nouvelle Banque canadienne nationale en 1925 (qui devient en 1979, la Banque nationale du Canada). Il fut le 1er Président (1925-1928) de la Banque canadienne nationale.